# Giorgio Bernini
Giorgio Bernini (ur. 9 listopada 1928 w Bolonii, zm. 22 października 2020 tamże) – włoski prawnik, nauczyciel akademicki i polityk, parlamentarzysta, w latach 1994–1995 minister handlu zagranicznego.

## Życiorys
Absolwent prawa na Uniwersytecie Bolońskim (1950). Kształcił się następnie na University of Michigan. W 1954 podjął praktykę w zawodzie adwokata. Został także nauczycielem akademickim, był profesorem na uniwersytetach w Ferrarze, Padwie i Bolonii. Gościnnie wykładał na uczelniach w Stanach Zjednoczonych, Luksemburgu i Francji. Specjalizował się w prawie handlowym, komparatystyce prawniczej i zagadnieniach dotyczących arbitrażu. Wieloletni działacz włoskich i międzynarodowych instytucji arbitrażowych, przez osiem lat stał na czele organizacji International Council for Commercial Arbitration (ICCA). Był przedstawicielem rządu włoskiego w UNCITRAL-u.
W latach 1994–1996 z ramienia Forza Italia sprawował mandat posła do Izby Deputowanych XII kadencji. Od maja 1994 do stycznia 1995 był ministrem handlu zagranicznego w pierwszym rządzie Silvia Berlusconiego. Zrezygnował później z dalszej aktywności politycznej.
Był ojcem polityk Anny Marii Bernini.